# Jabi-Jabi (Simangambat)
Jabi-Jabi is een bestuurslaag in het regentschap Padang Lawas Utara van de provincie Noord-Sumatra, Indonesië. Jabi-Jabi telt 276 inwoners (volkstelling 2010).